# الکساندر کورلیاندسکی
الکساندر افیمویچ کورلیاندسکی (روسی: Алекса́ндр Ефи́мович Курля́ндский؛ زادهٔ ۱۹۳۸ میلادی) یک فیلم‌نامه‌نویس، نمایشنامه‌نویس و نویسنده اهل روسیه است که برندهٔ جایزه دولتی اتحاد شوروی شد.
از فیلم‌ها یا مجموعه‌های تلویزیونی که وی در آن‌ها نقش داشته است، می‌توان به خرگوش بلا و گرگ ناقلا اشاره نمود.